# 栗東トレーニングセンター

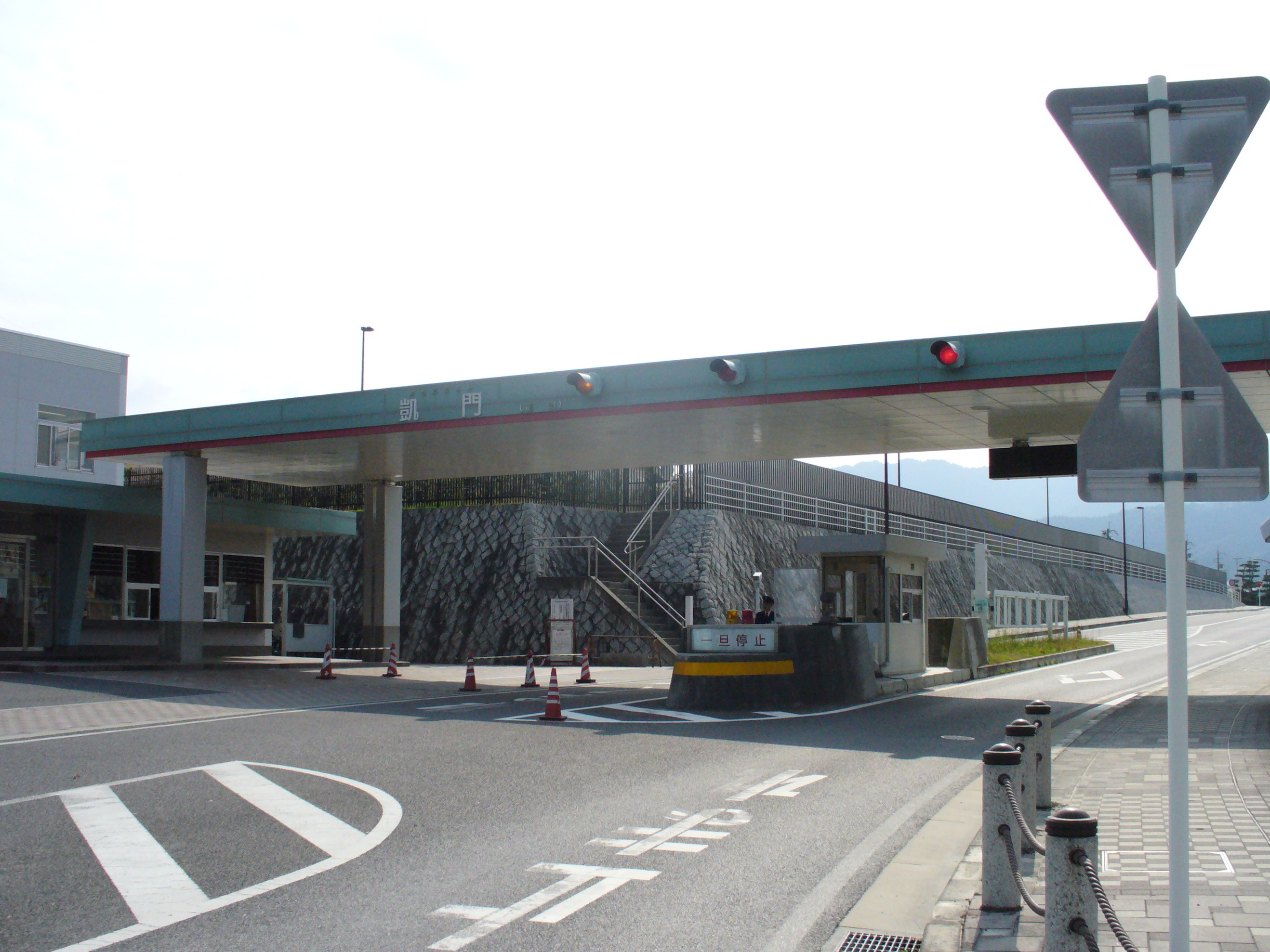
凱門（かちどきもん、正門）

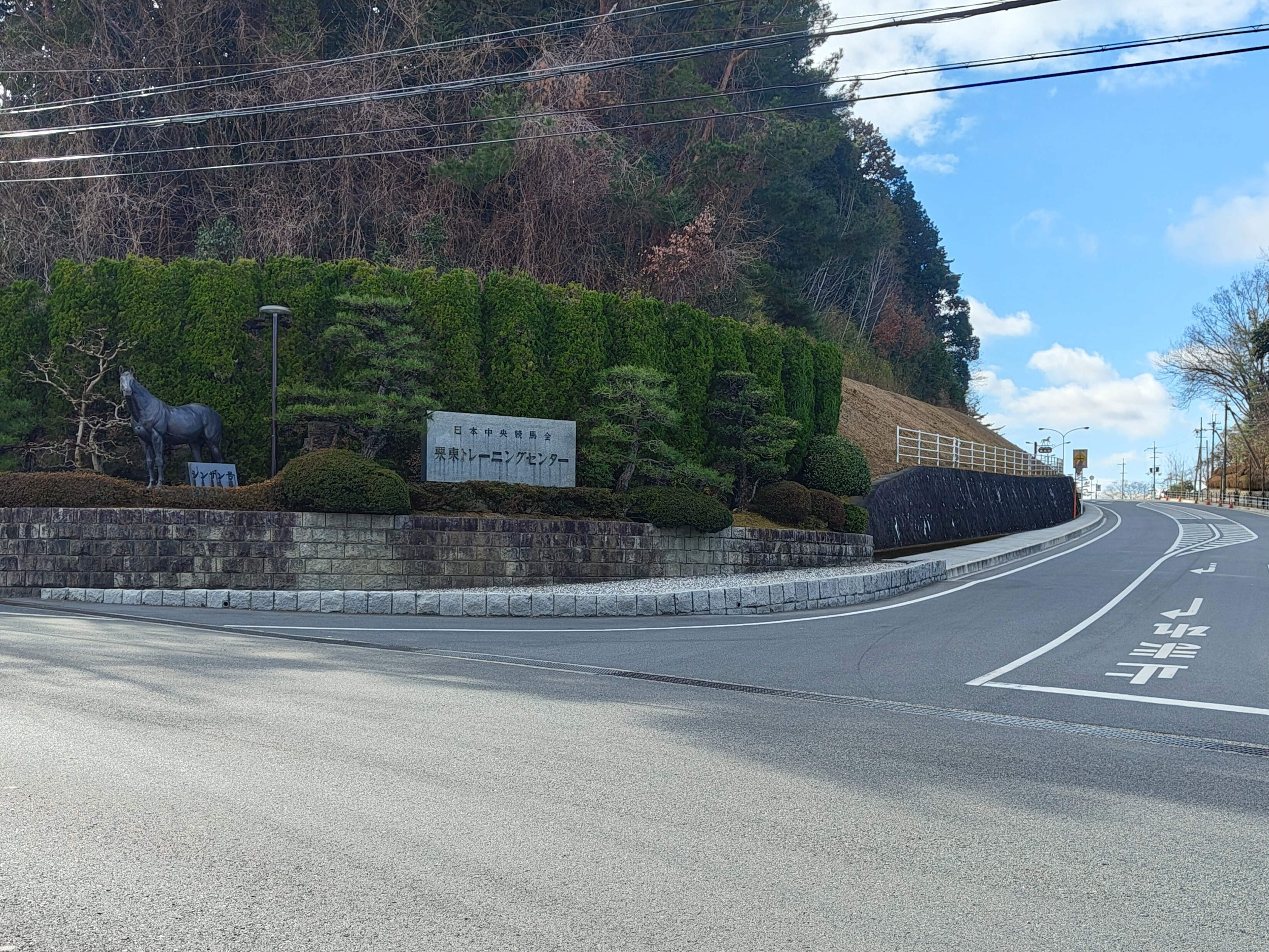
栗東トレーニングセンター正面入り口

栗東トレーニングセンター（りっとうトレーニングセンター）は、滋賀県栗東市にある、日本中央競馬会(JRA)の施設（トレーニングセンター）である。

## 歴史
競走馬の育成及び関係者の生活については、もともと各競馬場に分散して厩舎を構え、競走馬と調教に従事する人々はそれぞれ異なる環境で生活していた。しかし、競馬の隆盛に伴って競走馬の数が増加すると各競馬場が手狭になってきたことに加え、競馬場周辺の市街地化も進んできたことから、トレーニングセンターの建設が検討されることとなった。
関西地区では1959年頃から用地を探していたが、1960年に滋賀県甲賀郡甲西町（現・湖南市）がトレーニングセンターの誘致に名乗り出たものの具体化までには至らなかった。その後、1963年に滋賀県栗太郡栗東町（当時）が誘致運動に乗り出し、現地調査の結果1964年7月に候補地に選定された。土地買収に関する協議は地元の誘致運動を背景にしていたため順調に進展し、1965年12月21日に用地売買契約が締結された。
その後、1967年11月に敷地造成工事着工。開場に先立つ1969年8月に中京競馬場から人馬が移動し、調教を開始。同年11月11日に開場式が行われ、阪神競馬場から人馬が移動した。1970年12月には京都競馬場からも人馬が移動し、関西地区の全厩舎が集結した。
1980年代以降になると施設の充実が図られるようになった。1984年12月にウッドチップ馬場を馬場内400 m追馬場の内側に新設、1985年11月に坂路調教馬場が完成、1988年（昭和63年）9月に競走馬スイミングプールが完成、1989年（平成元年）9月に芝コースの一部を改修して一周2063 mのウッドチップコースが造られた。これらの施設が整備された頃から関西馬の成績が向上するようになり、「強い関西馬」の原動力とも考えられるようになった。

後に美浦トレセンにも坂路やウッドチップコースが整備されたが、東西のレベル差は開く一方で、美浦所属の調教師が関西での出走を前に栗東へ事前入厩させるケースが2000年代以降顕著になり、馬主に至っては所有馬を美浦から栗東へ転厩させる例も現れるようになった。

## 坂路コース
もともと、関西の競馬場は関東と比べて坂がない平坦なコースが多く、関西馬が関東に遠征する際には、競馬場の急坂による負担により馬体の故障が相次いでいた。
1981年の皐月賞では、関西の重賞勝ち馬がいずれも故障のため回避するという事態に見舞われ、また、日本ダービーについても、1981年から1990年までの間において関西馬が制したのは1982年のバンブーアトラスの1回のみ（なおこの年は2着のワカテンザンも関西馬だった）、さらに、3着までの入賞回数を比べても、関東馬の26回に対して関西馬はわずか4回と惨敗だった。
そこで関西馬の低迷が坂にあると考えた関係者は、栗東トレーニングセンターに坂路コース設置を求め続け、1985年、「厩舎関係者の総意」という形でセンターに坂路が設置された。
しかし、設置当初は従来のやり方から変更することに対する抵抗感や、どれくらいの量と強さでやればいいのかが誰にも分からなかった事、また、坂路によるインターバルトレーニングは時間がかかり、乗り手の乗り時間が増加するため従前と同じ調教頭数をこなすには増員が必須となる事、などいった要因から、坂路の開業当初は戸山為夫と渡辺栄の厩舎が乗り入れるくらいで閑散としていた。
1年後も小林稔らを含めて10人足らずだった。その後関係者の試行錯誤により調教のノウハウが確立すると、坂路で鍛えられた関西馬たちが東京・中山など東日本でのレースを席巻する様になった。

## 設備

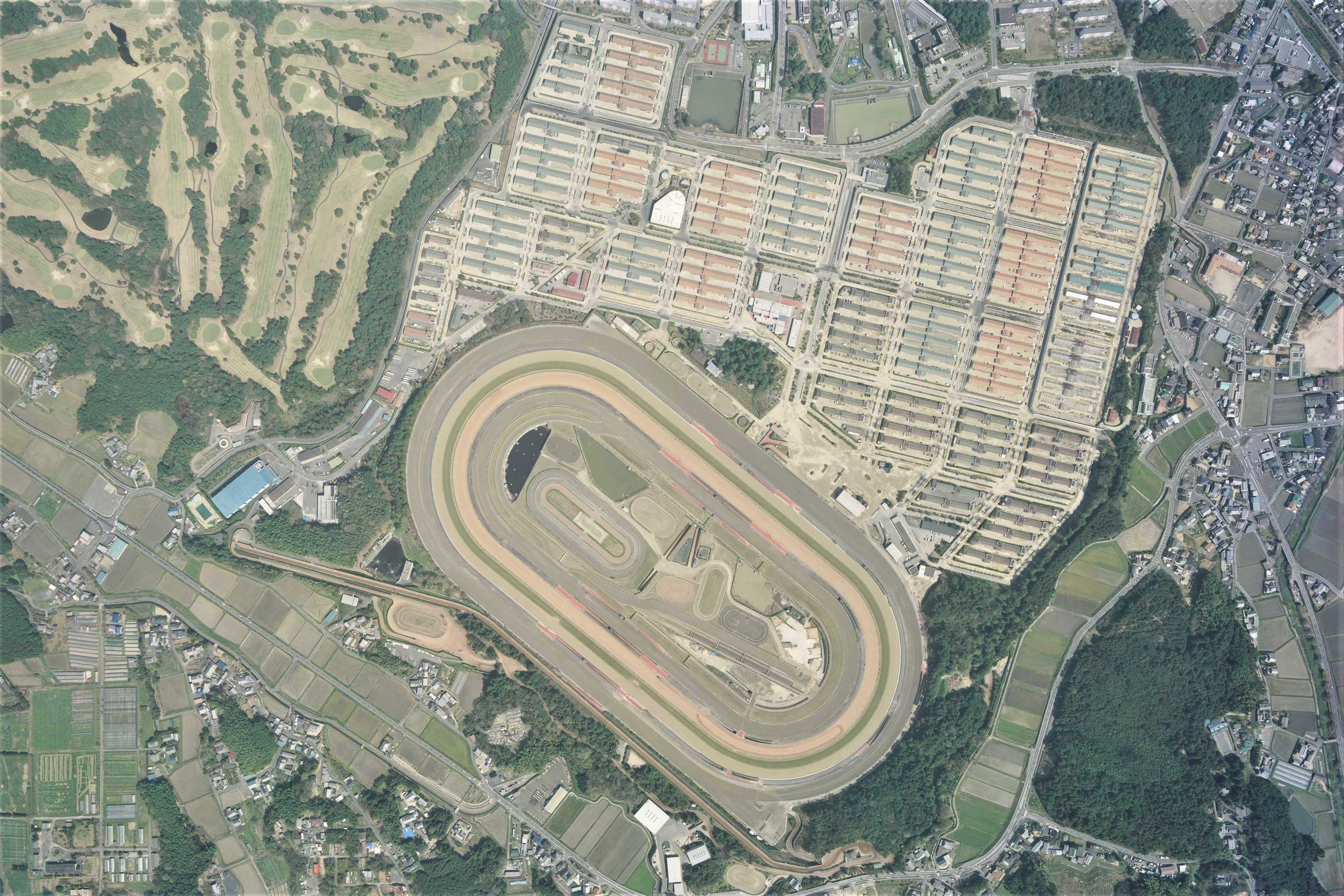
栗東トレーニングセンターの空中写真。
。（2010年4月18日撮影）

最大約2,000頭が収容可能な馬房を備え、6つのコースを持つトラック型調教コース、1,085 mの坂路調教馬場、競走馬スイミングプール、逍遥馬場といったさまざまな調教施設を有する。
- 敷地面積：約1,519,000平方メートル[11]
- 収容可能頭数：2161頭・119棟[11]
- 居住者：約1,100世帯・約4000人[11]

### 調教馬場
周回馬場は内側から順にAコース・Bコース…の順に割り当てられており、それぞれ馬場種別が異なる。
坂路調教馬場は、周回馬場の外側に隣接して設置されている。
| 種別     | コース       | 1周（全長）距離 | 馬場種別           | 幅員 |
| -------- | ------------ | --------------- | ------------------ | ---- |
| 周回馬場 | Aコース      | 1,450 m         | 芝（障害専用）     | 20 m |
| 周回馬場 | Bコース      | 1,600 m         | ダート             | 20 m |
| 周回馬場 | CWコース     | 1,800 m         | ウッドチップ       | 20 m |
| 周回馬場 | Dコース      | 1,950 m         | 芝                 | 14 m |
| 周回馬場 | DPコース     | 2,038 m         | ニューポリトラック | 14 m |
| 周回馬場 | Eコース      | 2,200 m         | ダート             | 30 m |
| 直線馬場 | 坂路調教馬場 | 全長1,085 m     | ウッドチップ       | 7 m  |

## アクセス
公共交通機関
- JR琵琶湖線（東海道本線）・JR草津線 草津駅からバス（帝産湖南交通）で約20分、「トレセン事務所前」停留所下車[注釈 2]。
  - 同駅東口からタクシーで約30分。

自動車
- 名神高速道路栗東ICから約15分。

## 不祥事
2023年2月24日、トレーニングセンター内で厩舎従業員が馬の鼻先を指でたたく動画を撮影し、SNSサイトに掲載していたことが発覚した。JRAは今後、同様の事案が起こらないよう厩舎関係者研修でコンプライアンス教育を行っていくとコメントしている。